# Kulladals GIF
Kulladals GIF, Kulladals Gymnastik & Idrottsförening, var en idrottsförening från Kulladal, Malmö. Föreningen bildades 1936. 

## Seriespel fotboll
| År        | Serie                  |  |  |
| --------- | ---------------------- |  |  |
| 1937-1938 | Malmöserien Division 1 |  |  |
| 1938-1939 | Malmöserien Division 1 |  |  |
| 1939-1940 | Malmöserien Division 2 |  |  |